# Siphona sulfurea
Siphona sulfurea är en tvåvingeart som beskrevs av Louis-Paul Mesnil 1971. Siphona sulfurea ingår i släktet Siphona och familjen parasitflugor. Inga underarter finns listade i Catalogue of Life.